# أحمد أباد (فيرورق خوي)
أحمد أباد هي قرية في مقاطعة خوي، إيران. عدد سكان هذه القرية هو 191 في سنة 2006.